# Synagoge (St. Pölten)
Die St. Pöltner Synagoge war bis zu den Novemberpogromen 1938 die Hauptsynagoge der Israelitischen Kultusgemeinde St. Pölten. Die in den Jahren 1912 bis 1913 von den Architekten Theodor Schreier und Viktor Postelberg im Jugendstil errichtete Synagoge befindet sich in der Dr. Karl Renner Promenade in St. Pölten und ist heute Sitz des Instituts für jüdische Geschichte Österreichs.

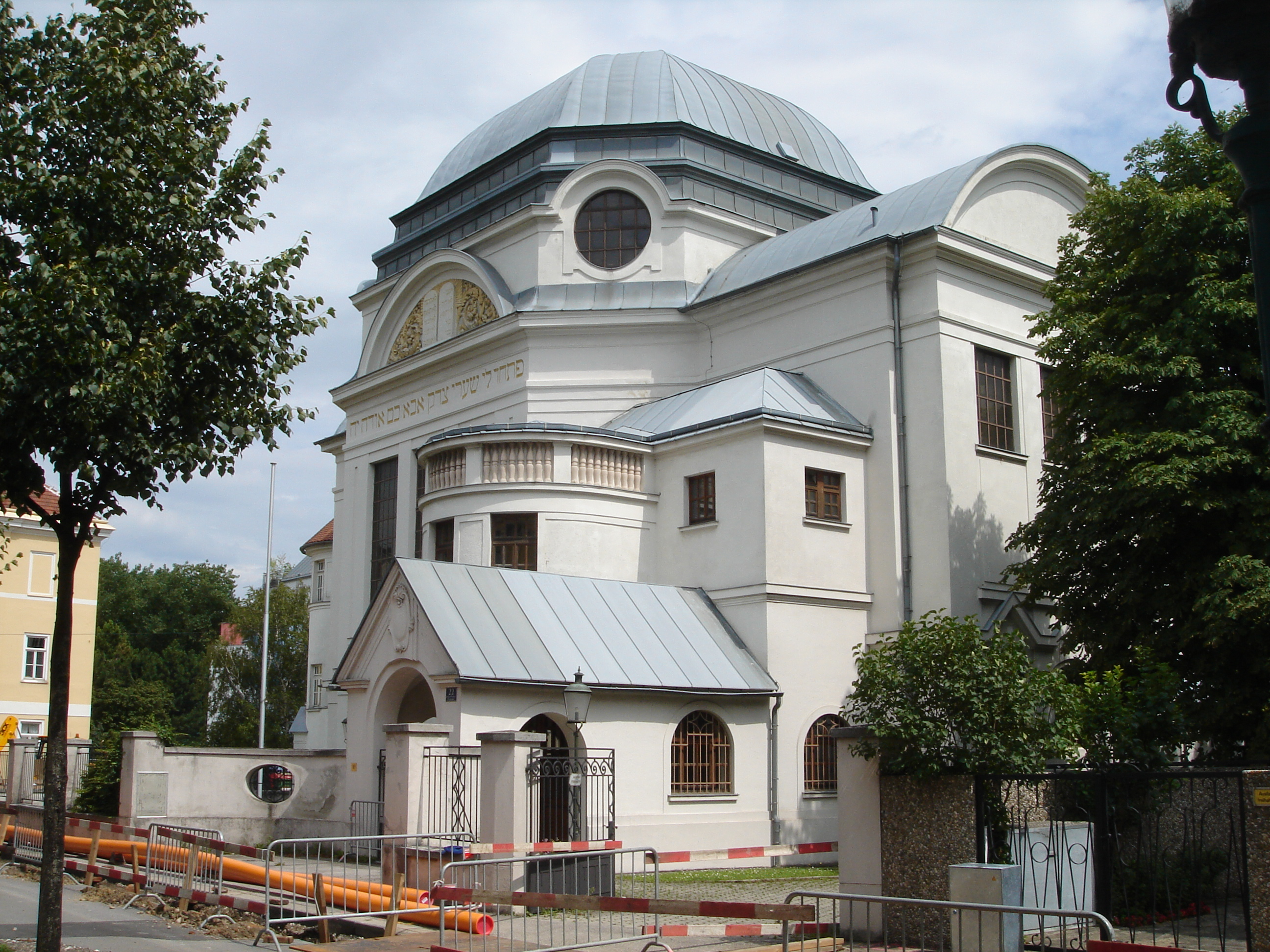
Außenansicht der ehemaligen St. Pöltner Synagoge (2008)

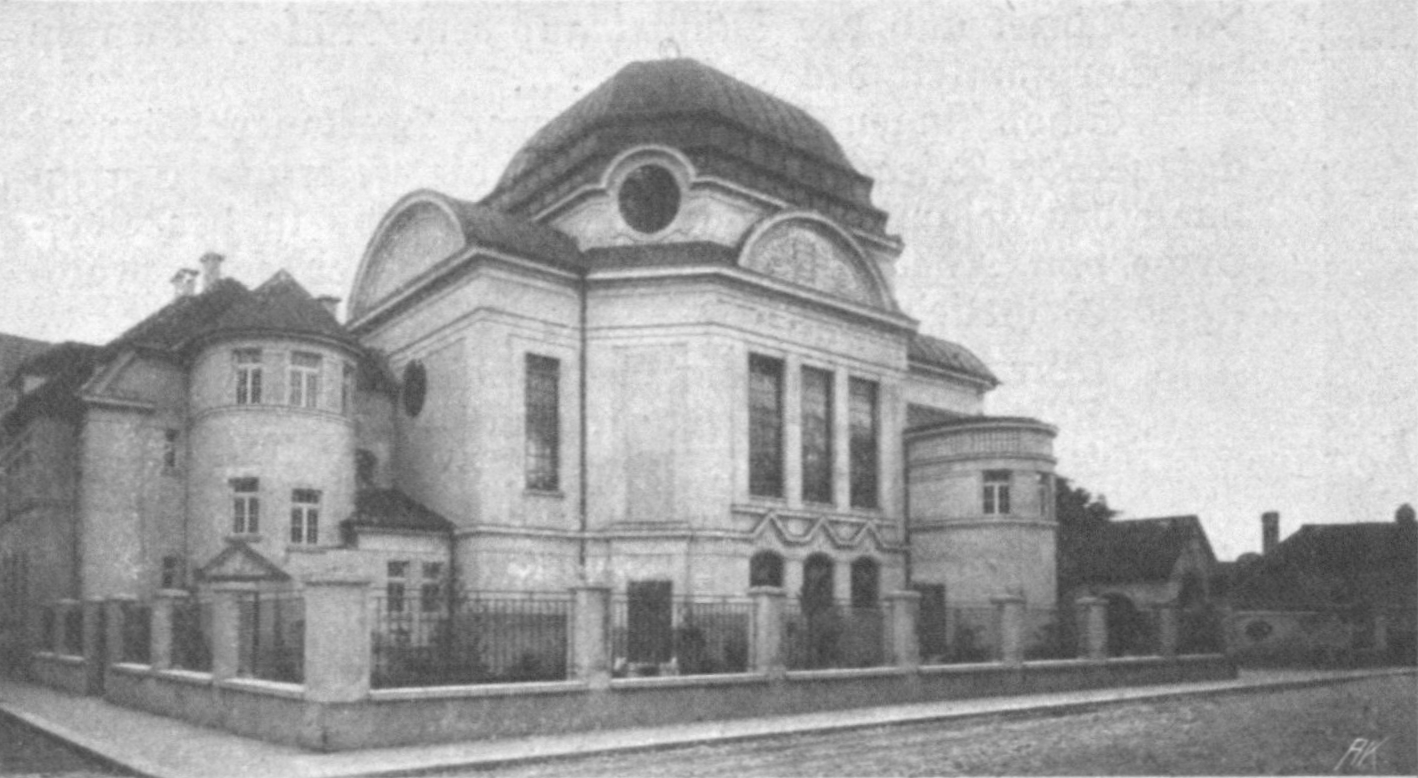
Foto aus dem Jahr 1913

## Geschichte

### Die St. Pöltner Rabbiner
Zwischen 1863 und 1938 waren zehn Rabbiner in St. Pölten tätig.
| Name               | Amtszeit  |
| ------------------ | --------- |
| Moritz Tintner     | 1863–1869 |
| Adolf Kurrein      | 1873–1876 |
| Samuel Marcus      | 1876–1878 |
| Adolf Hahn         | 1878–1882 |
| Jakob Reiss        | 1882–1889 |
| Bernhard Zimmels   | 1889–1891 |
| Leopold Weinsberg  | 1891–1897 |
| Adolf Schächter    | 1897–1934 |
| Arnold Frankfurter | 1934–1936 |
| Manfred Papo       | 1936–1938 |

### Vorgängerbauten

Die alte Synagoge, die zugunsten der neuen abgerissen wurde

Die ersten Gebetsräume der 1863 gegründeten Israelitischen Kultusgemeinde St. Pölten befanden sich in den Räumen der ehemaligen Kattunmanufaktur, der späteren Gasserfabrik am Schulring. Ein Gebäude dieser Fabrik wurde zwischen 1885 und 1890 als Synagoge adaptiert. Diese Adaptierung war mit erheblichem Aufwand verbunden, weswegen sich die Mitglieder der Kultusgemeinde bereits seit 1888 um einen Neubau bemühten, bis 1903 wurde dies aber von der Stadtgemeinde abgelehnt. Zu diesem Zeitpunkt war eine Neugestaltung der Promenade geplant, die nur durch Abriss der in den geplanten Straßenverlauf stehenden Synagoge möglich war. Nach langwierigen Vorbereitungen wurde im April 1907 ein Vorbereitungskomitee gewählt, das neben Bauplatz und Plänen auch die benötigten Finanzmittel beschaffen sollte.

### Neubau
1911 wurde ein Baukomitee gewählt und mit der Gemeinde ein Grundstückstausch vereinbart. An dem Architektenwettbewerb, der im gleichen Jahr ausgeschrieben wurde, nahmen unter anderen Jacob Modern, Jakob Gartner, Ignaz Reiser und Theodor Schreier teil. Letzterer wurde gemeinsam mit seinem Kompagnon Viktor Postelberg vom Komitee beauftragt, ein weiteres Projekt für einen Tempel mit Platz für 220 Männer und 150 Frauen einzureichen, das dann verwirklicht wurde. Die Grundlagen für die Planung erarbeitete Rudolf Frass. Die nötigen Gelder wurden durch Sammlungen und Spendenaufrufe im ganzen Land aufgetrieben, sodass im Juni 1912 mit dem Bau begonnen werden konnte. Die Vergoldungsarbeiten im Innenraum wurden von Ferdinand Andri durchgeführt. Nach etwas mehr als einem Jahr Bauzeit und 141.390 Kronen Gesamtinvestition konnte am 17. August 1913 die Synagoge feierlich eingeweiht werden.

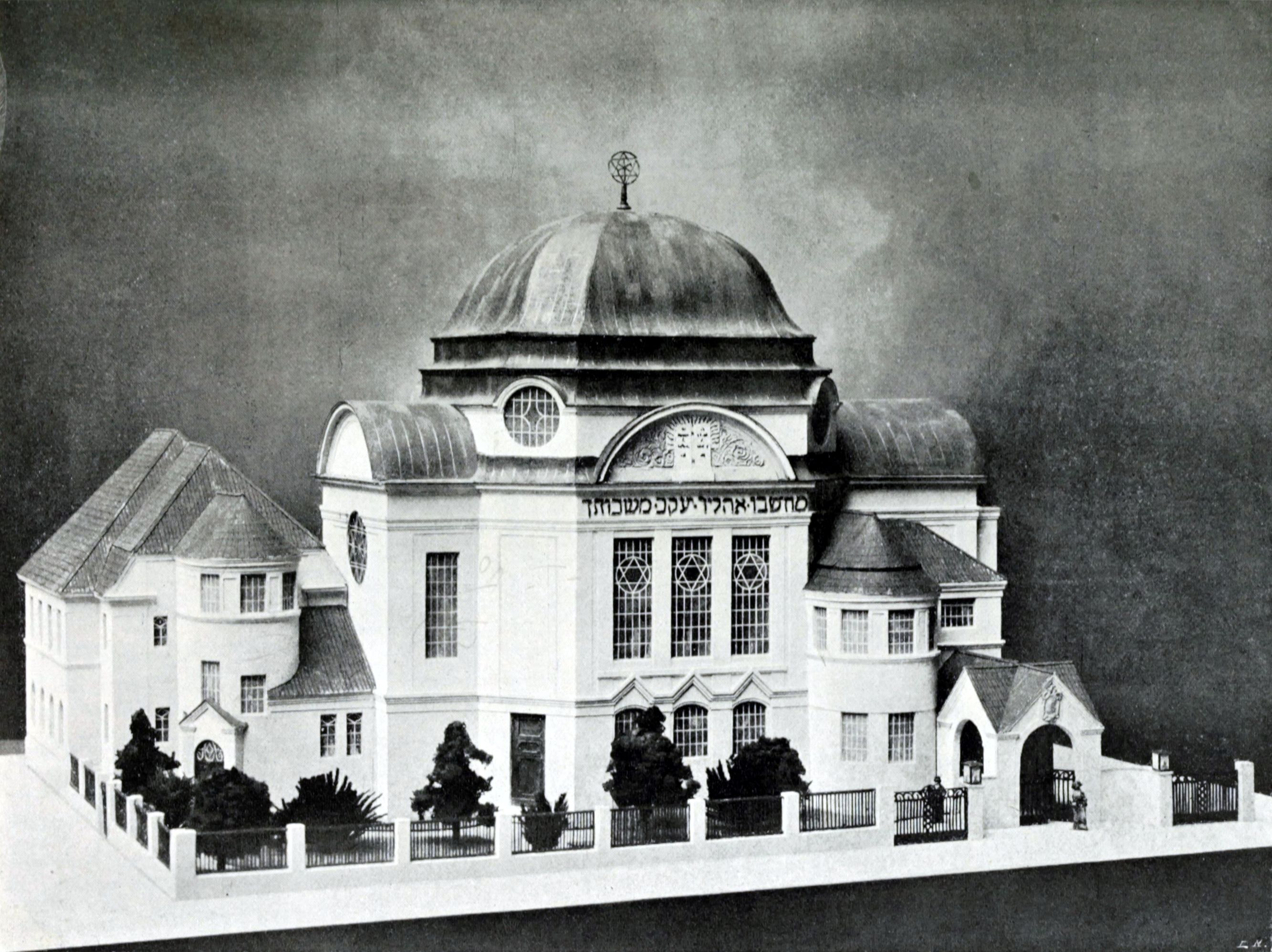
Modell der Synagoge, 1912
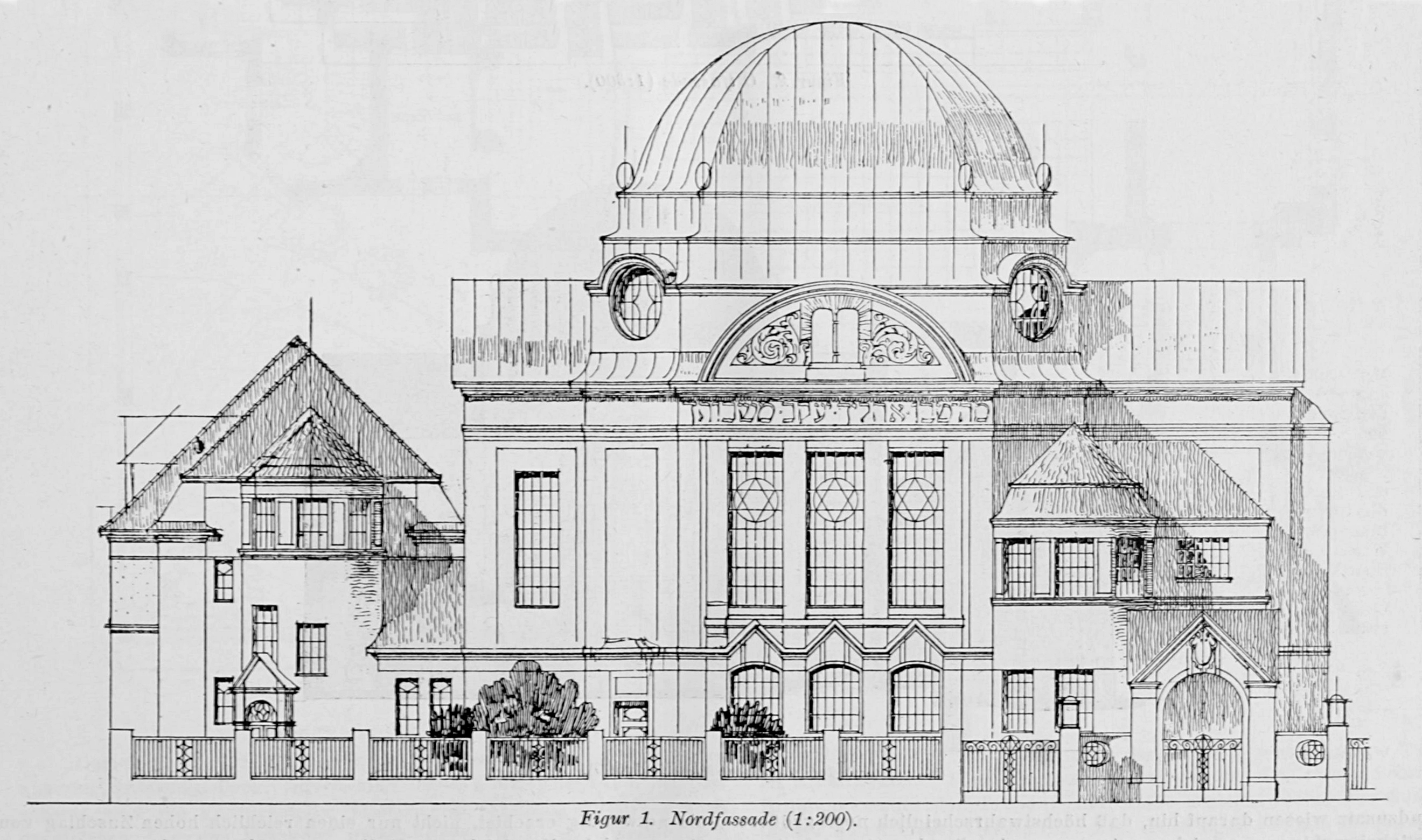
Aufriss, Fassade an der Dr.-Karl-Renner-Promenade
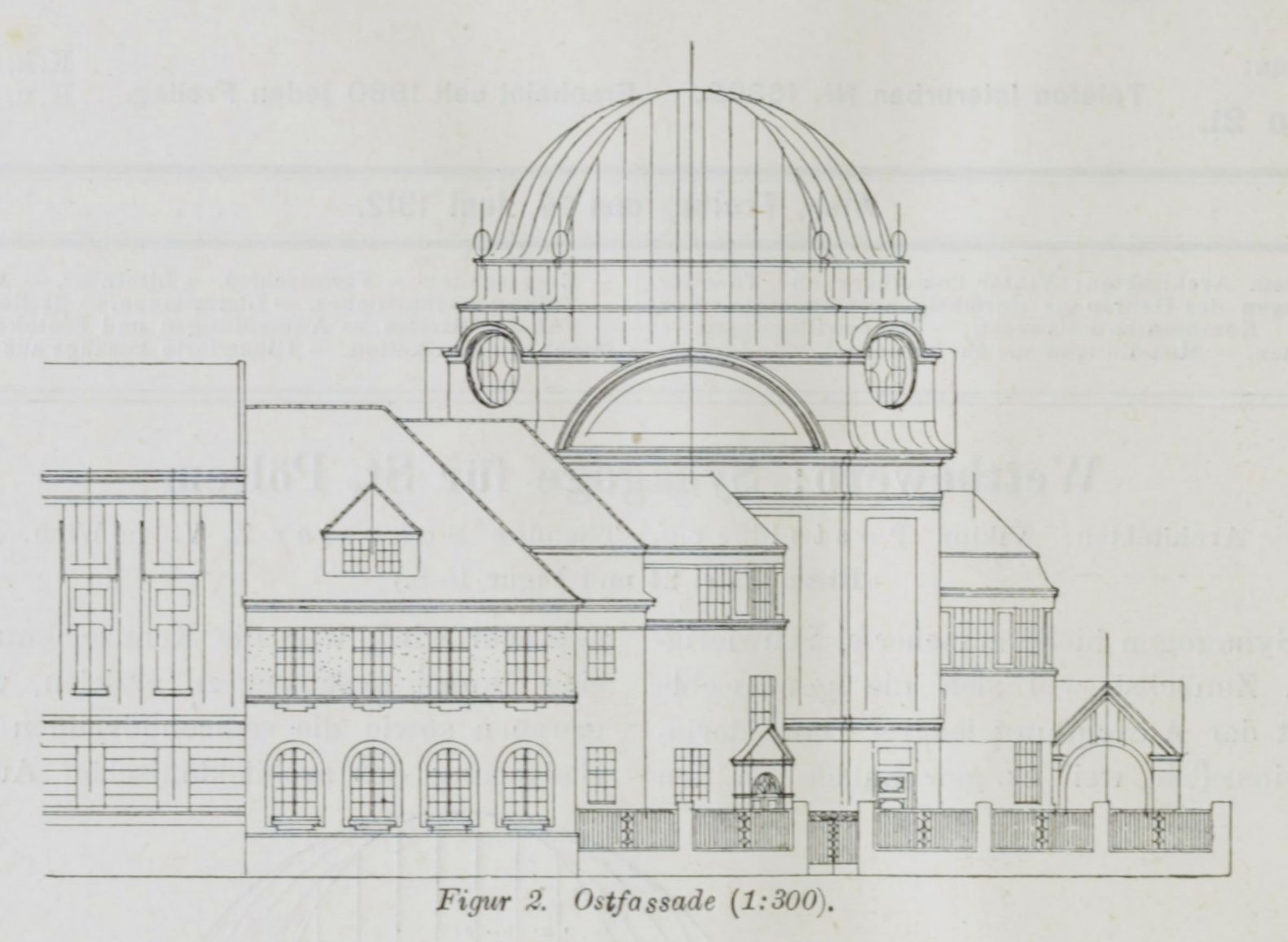
Aufriss, Fassade an der Lederergasse
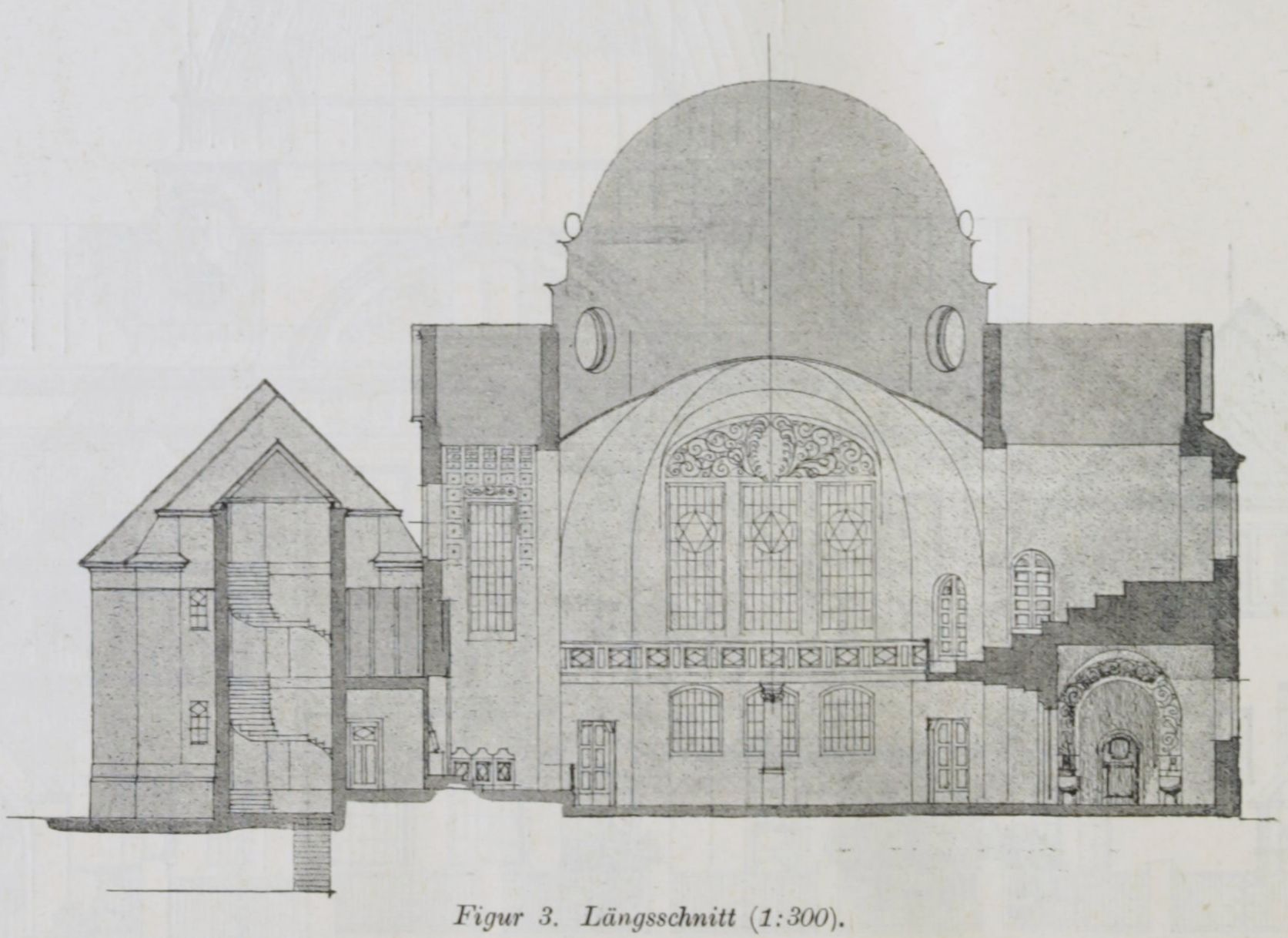
Längsschnitt parallel zur Dr.-Karl-Renner-Promenade
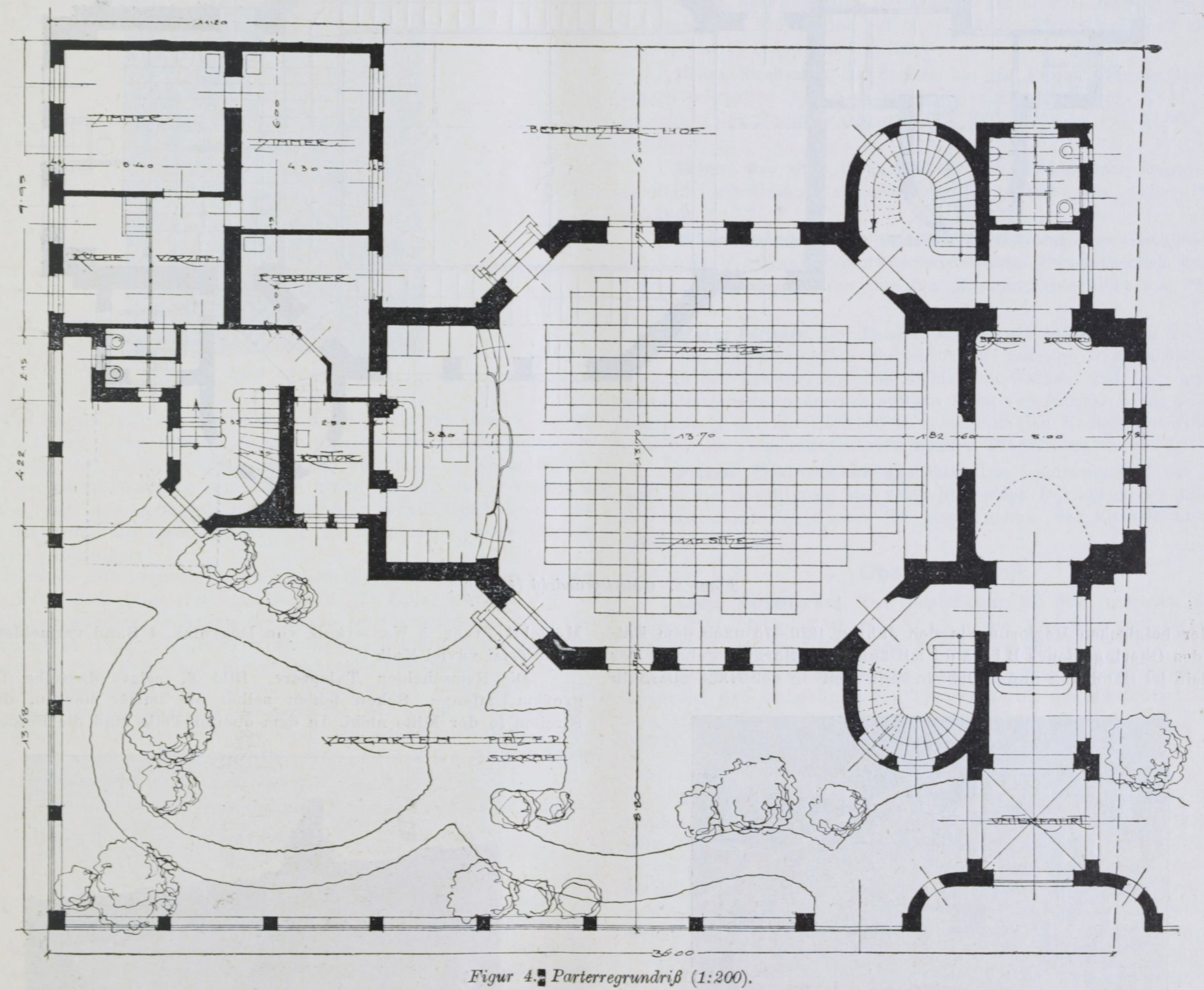
Grundriss Parterre
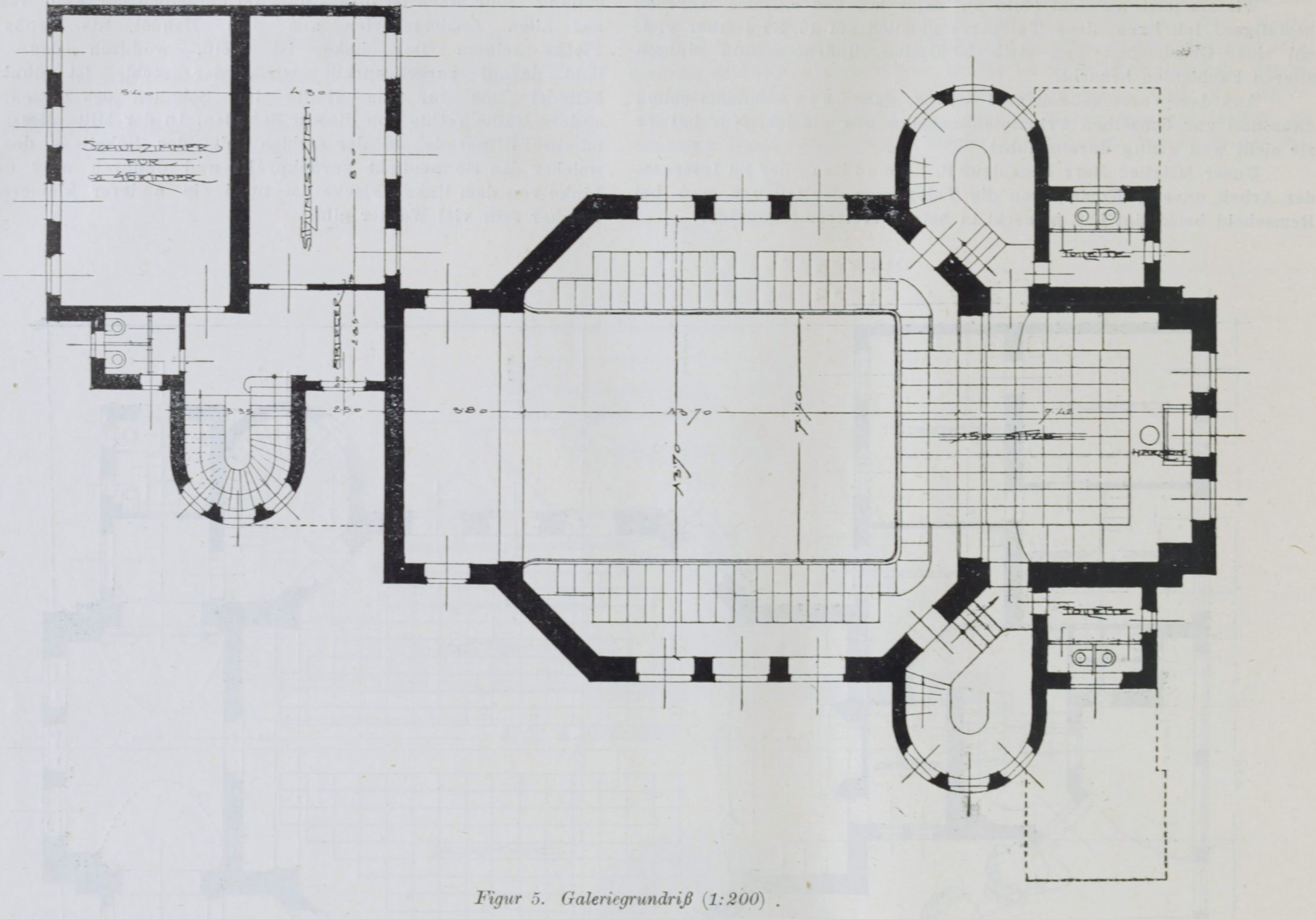
Grundriss Galerie
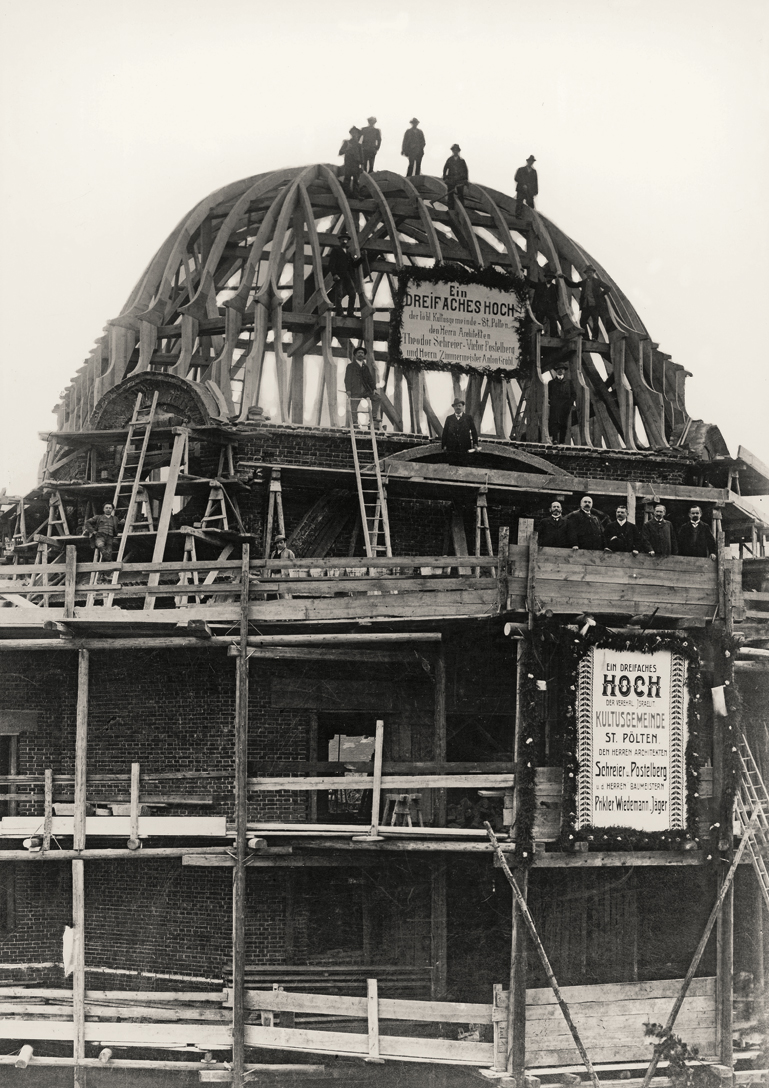
Gleichenfeier
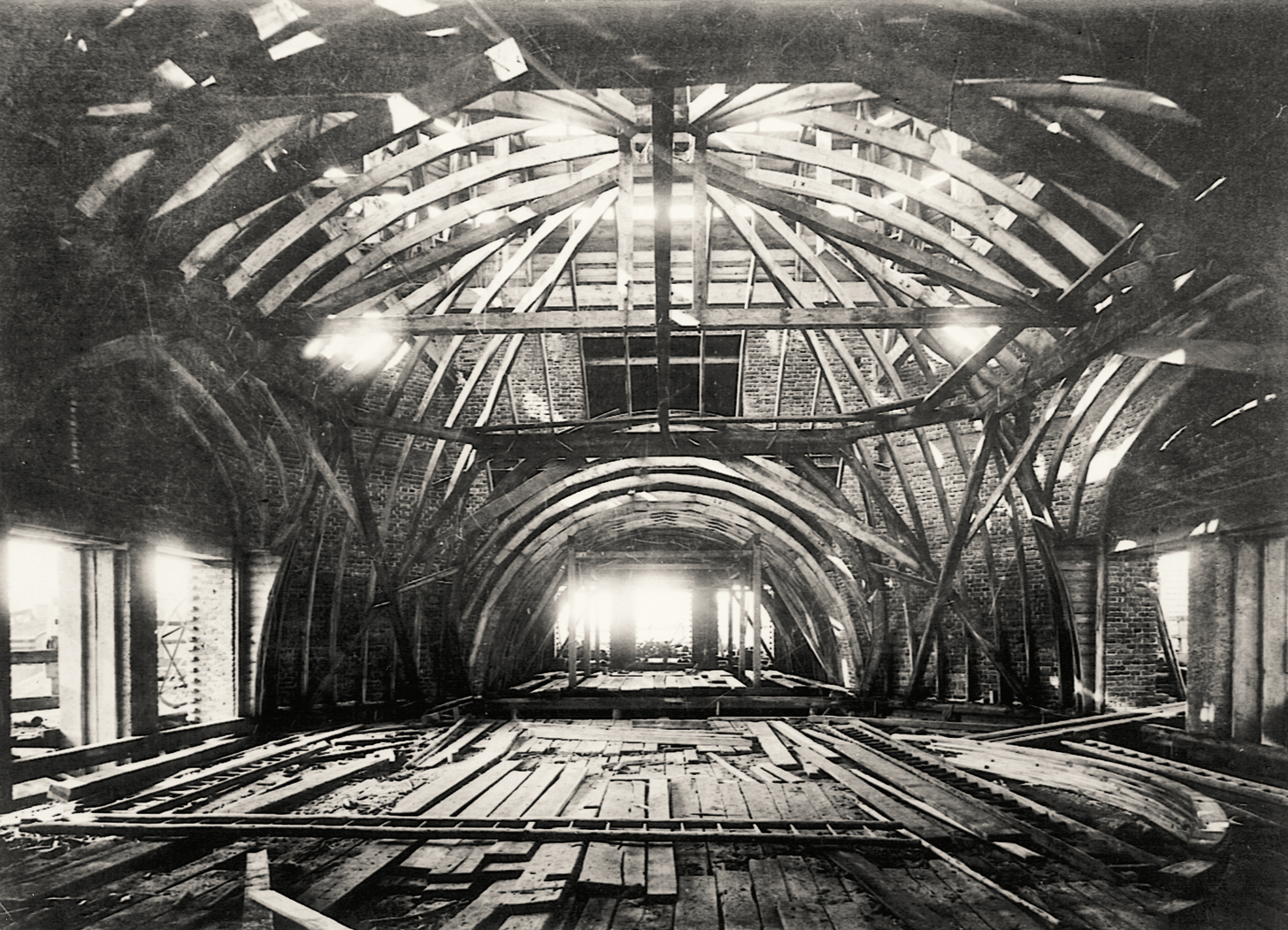
Rohbau der Kuppel

### Zerstörung
Beim Novemberpogrom 1938 in der Nacht vom 9. auf den 10. November 1938 drangen mehrere SS- und SA-Angehörige in die Räume der Synagoge ein, zerschlugen Fensterscheiben und legten Feuer, das aber relativ schnell gelöscht werden konnte. Am darauffolgenden Vormittag versammelten sich 300 bis 400 Personen, teils in Zivil, vor dem Gebäude. Sie zogen unter dem Absingen politischer Lieder in die geweihten Räume und zerstörten diese komplett. Die Fenster wurden eingeschlagen, Torarollen, Toraschrein, Bänke und Bilder verbrannt. Sogar Wasserleitungsrohre und Türpfosten wurden aus den Wänden gerissen. Die Bücher der umfangreichen Bibliothek wurden großteils auf die Straße geworfen und verbrannt. Einige Personen erklommen die Kuppel und rissen den Davidstern vom Dach.
Nahezu das gesamte bewegliche Vermögen der Kultusgemeinde wurde zerstört oder geraubt. Einige wenige Bücher wurden in das Stadtarchiv gebracht, im Stadtmuseum befinden sich noch eine Spendendose sowie ein Gemälde von Kaiser Franz Josef, das im Eingangsbereich hing. Ein einzelnes Gebetbuch befindet sich seit 1998 wieder im Besitz der Kultusgemeinde.
In den darauffolgenden Jahren wurden die Nebenräume des Gebäudes von der SA als Büro genutzt, der Innenraum wurde unter anderem als Möbellager verwendet. 1942 ging die Synagoge in den Besitz der Stadt St. Pölten über, die es als Auffanglager für russische Zwangsarbeiter benutzte. Bei den letzten Kämpfen und Bombenangriffen 1945 wurde das Gebäude weiter beschädigt.

### Situation nach 1945
Die Rote Armee verwendete die ehemalige Synagoge als Getreidespeicher, bis diese 1947 an die Stadt zurückgegeben wurde. Der Restitutionsantrag wurde 1952 von der Stadtverwaltung anerkannt, die die Synagoge daraufhin an die IKG Wien zurückgab. In den folgenden Jahren verfiel das ehemalige Gotteshaus weiter, da sich in St. Pölten nach dem Holocaust keine jüdische Gemeinde etablieren konnte. Das Kuppeldach zeigte schwere Schäden, einzelne Bauteile drohten komplett einzustürzen, und durch die verschalten Fenster drang Regen und Schnee in das von Tauben bevölkerte Haus ein.
Im Jahr 1975 bot die IKG Wien der Stadt St. Pölten die Synagoge zum Kauf an, die das Angebot aufgrund fehlender Verwendungsmöglichkeiten nicht annahm. Danach wollte die Israelitische Kultusgemeinde Wien den Abbruch veranlassen, was jedoch durch das Bundesdenkmalamt verhindert wurde, indem es das Gebäude unter Denkmalschutz stellte. Daraufhin wurde es von 1980 bis 1984 renoviert. Dabei wurden beispielsweise viele Wandmalereien wiederhergestellt, andererseits wurden einige bauliche Veränderungen vorgenommen (v. a. Abbau der Wasserbecken für die rituelle Händewaschung), da von Anfang an feststand, dass das Gebäude nicht mehr als Synagoge verwendet werden würde, sondern als Veranstaltungszentrum.
Seit 1988 befindet sich in den Räumen der ehemaligen Synagoge das Institut für jüdische Geschichte Österreichs, weiters werden regelmäßig Kulturveranstaltungen durchgeführt. Die ursprüngliche Funktion konnte die Synagoge nicht mehr erfüllen, da zu wenige Juden nach dem Holocaust nach St. Pölten zurückkehrten.
Anlässlich des 100-jährigen Bestehens der Synagoge widmete das Stadtmuseum 2013/14 dem Gebäude eine eigene Sonderausstellung. Dabei wurde erstmals auch ein erst kürzlich aufgefundenes Foto des Inneren vor der Zerstörung gezeigt. Auch wurde darauf hingewiesen, dass die Synagoge aufgrund fehlender finanzieller Mittel bereits wieder einem gewissen Verfall preisgegeben war.
Im Rahmen des Projekts Kultur St. Pölten 2024 wurde die Synagoge zwei Jahre lang durch diverse Handwerksbetriebe aus dem Raum St. Pölten, um rund 4,6 Millionen Euro renoviert. Die Wiedereröffnung fand am 18. April 2024 statt. Gäste aus Wirtschaft, Kunst, Wissenschaft, Politik und Religion – darunter Landeshauptfrau Johanna Mikl-Leitner und Nationalratspräsident Wolfgang Sobotka – nahmen am Festakt teil.

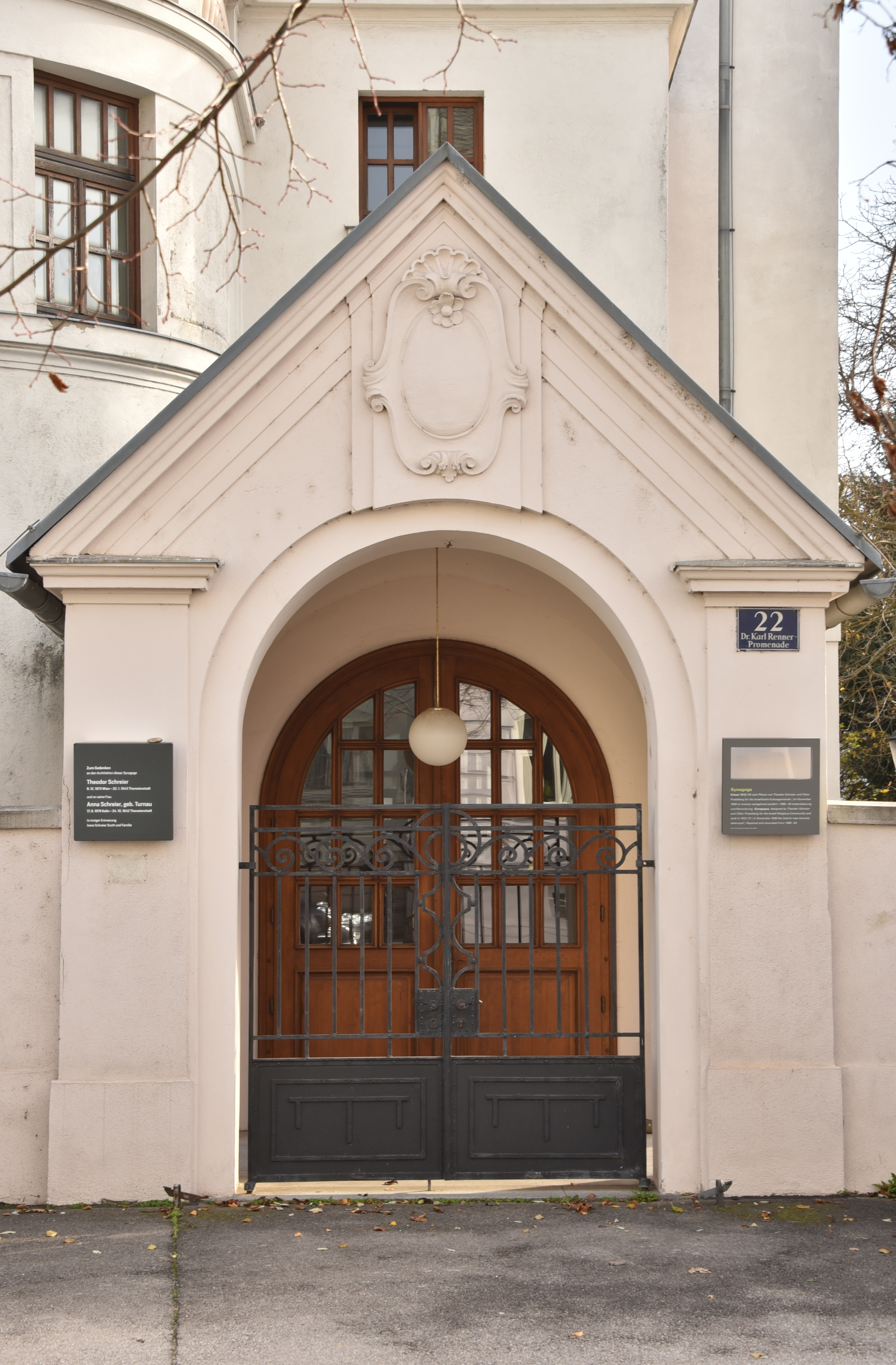
Ehemaliger Eingang mit der Gedenktafel für Theodor und Anna Schreier
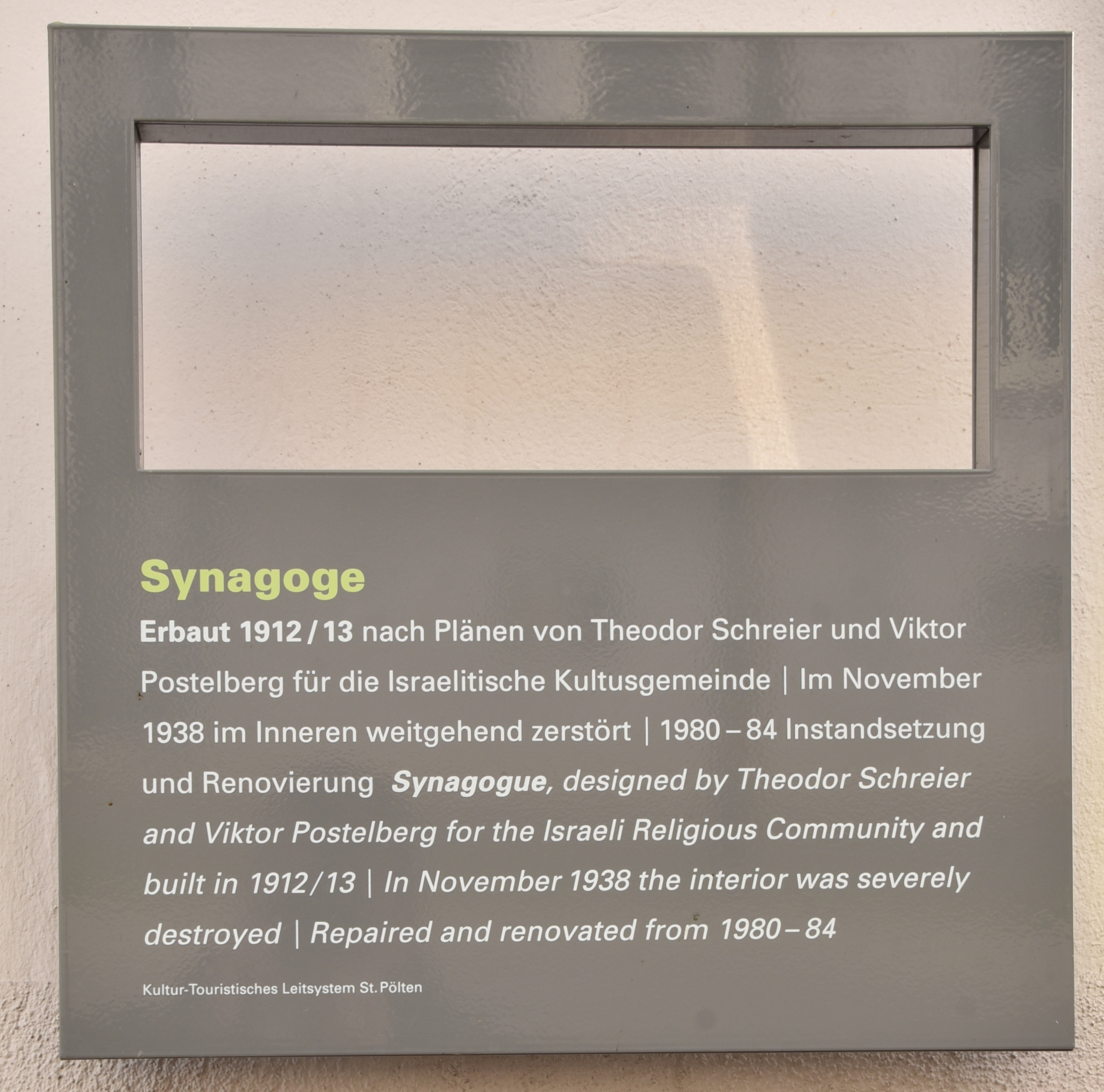
Informationstafel
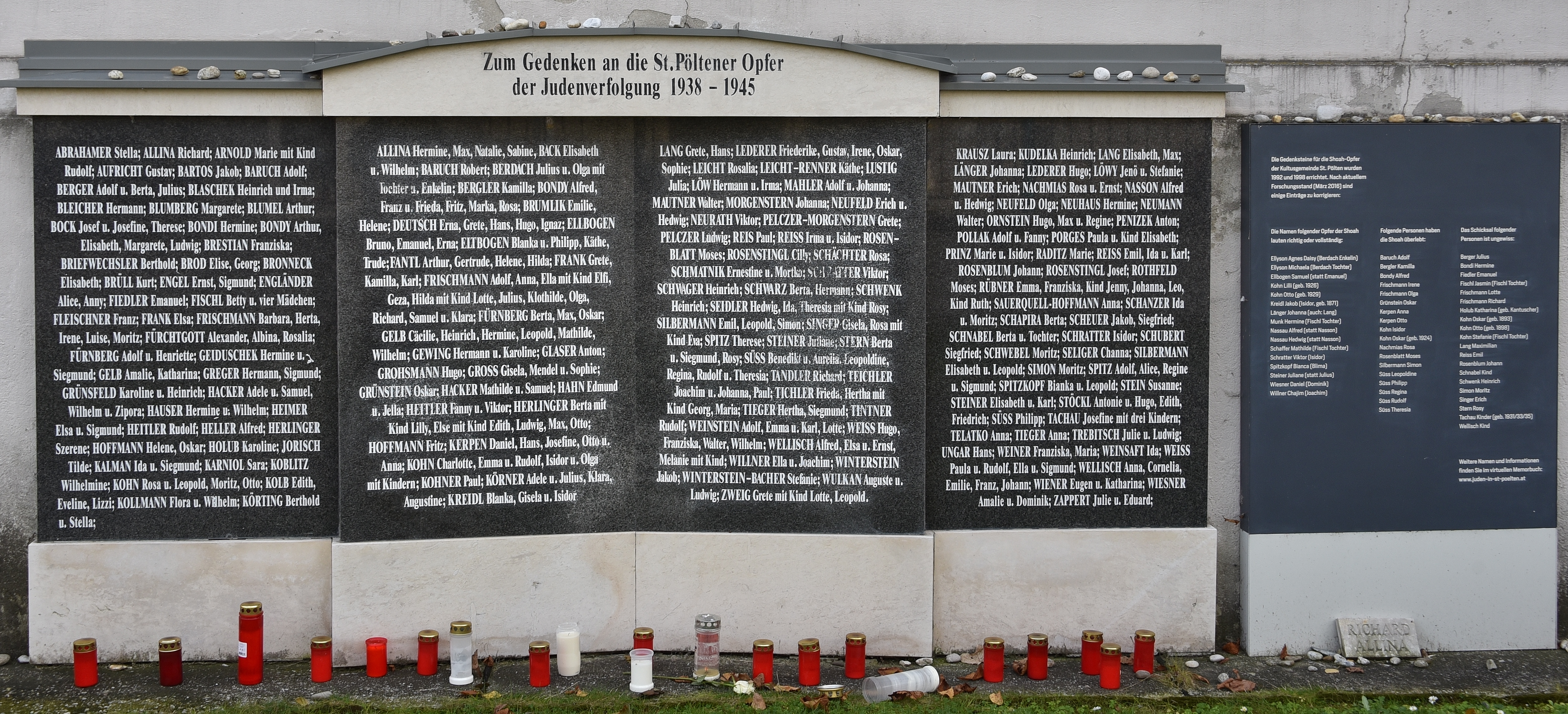
Denkmal vor der Synagoge zur Erinnerung an die Opfer der Judenverfolgung

## Baubeschreibung

### Außen
Das dominierende Element der Synagoge ist der oktogonale, von einer großen Kuppel abgeschlossene Haupttrakt, an den östlich und westlich Nebentrakte angeschlossen sind. Mit der Synagoge verbunden ist das ehemalige Schulgebäude in der Lederergasse 12.

#### Haupttrakt

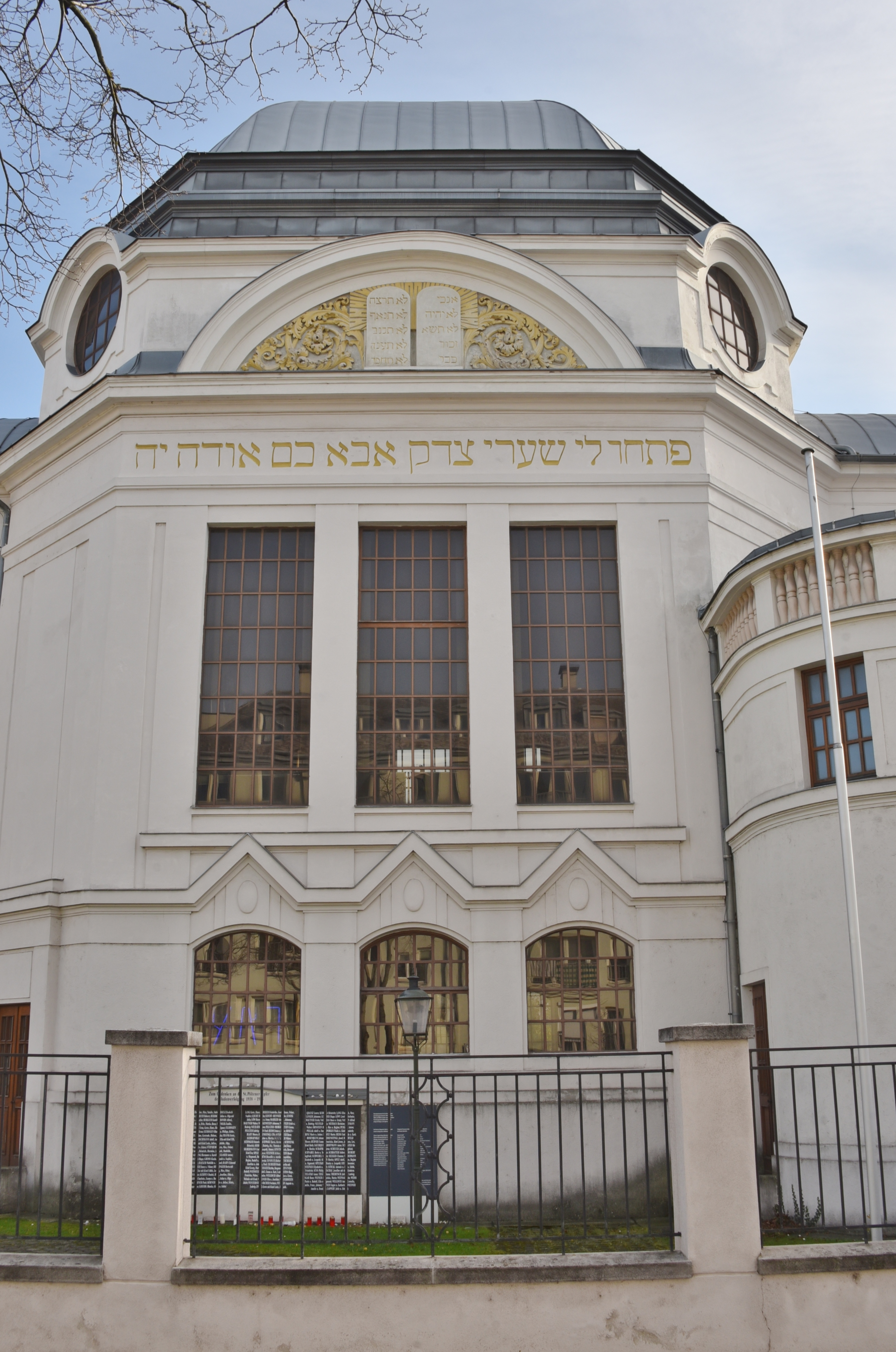
Haupttrakt

Der Haupttrakt beherbergt den ehemaligen Kultraum. Die Fassade gliedert sich in ein niedriges Erdgeschoß, ein hohes Obergeschoß sowie die Kuppel. An der straßenseitigen Fassade finden sich in den beiden Stockwerken je drei Fenster, die im Erdgeschoß als niedrige Segmentbogenfenster mit darüber durchgängig verlaufenden, zackigen Kordongesims ausgeführt sind. Die Fenster im Obergeschoß hingegen sind hohe, rechteckige Fenster, der Raum zwischen ihnen wird durch Lisenen gegliedert. Die ursprünglich bunten Fenster wurden ab 1938 zerstört, heute finden sich Klarglasscheiben in den Fenstern. Direkt unter der Kuppel befindet sich ein großer Segmentgiebel mit Darstellungen der Gesetzestafeln, eingefasst in florale Ranken. Darunter steht in hebräischer Schrift der Text von Psalm 118, Vers 19:
| פתחו לי שערי צדק אבא בם אודה יה       | “ |
| – Inschrift unter den Gesetzestafeln. |   |

„Öffnet mir die Tore der Gerechtigkeit, ich will eintreten und Gott danken.“
An den kurzen, seitlichen Schrägwänden des Haupttraktes finden sich im Erdgeschoß Nebeneingänge, im Übergang zur Kuppel sind große, ovale Fenster eingelassen.

#### Nebentrakte
An den östlichen Nebentrakt, der im Vergleich zum westlichen sehr schmal ausgeführt ist, schließt das ehemalige Schulgebäude an und beherbergte einst den Schrein. Am durch Segmentgiebel und Tonnendach abgeschlossenen Trakt findet sich an der Nordfront im Obergeschoß ein hohes, rechteckiges Fenster gleicher Bauart wie der des Haupttraktes. An der östlichen Seite ist ein Rundfenster eingelassen, im Erdgeschoß beginnt ein Verbindungsraum zum Schulgebäude.
Der westliche Nebentrakt ist in der Grundform ident mit dem östlichen, er ist aber deutlich breiter. Zudem sind ihm Eingangsbauten vorgelagert. Sowohl an der Straßenseite als auch auf der gegenüberliegenden Seite sind zwischen Haupttrakt und dem westlichen Anbau weit auskragende, halbrunde Stiegenhäuser, daneben finden sich bis zur halben Höhe des ersten Obergeschoßes je ein Risalit mit zwei niedrigen Fenstern. Straßenseitig ist diesem Risalit ein ebenerdiger Vorbau vorgelagert, der an drei Seiten rundbogig geöffnet ist. Der mit Dreieckgiebel abgeschlossene Bau endet in einer konkaven Einfriedung, an der heute eine Gedenktafel angebracht ist. Die Westfassade wiederholt die Gestaltung des Haupttraktes, es finden sich im Erdgeschoß niedrige Segmentbogenfenster mit darüber durchgängig verlaufenden, zackigen Kordongesims. Im Obergeschoß sind die Fenster hingegen deutlich niedriger als im Haupttrakt.

#### Ehemaliges Schulgebäude
Das ehemalige Schulgebäude hat seine Hauptfassade Richtung Lederergasse und hat dort die Hausnummer 12. Die straßenseitige Hauptfassade des zweigeschoßigen Bauwerkes ist vierachsig gegliedert. Die Fenster im Erdgeschoß sind rundbogig ausgeführt, die des Obergeschoßes rechteckig. Zwischen Nebentrakt der Synagoge und Haupttrakt des Schulgebäudes befindet sich ein turmartiger, halbrunder Stiegenhausrisalit bis ins Dachgeschoß.

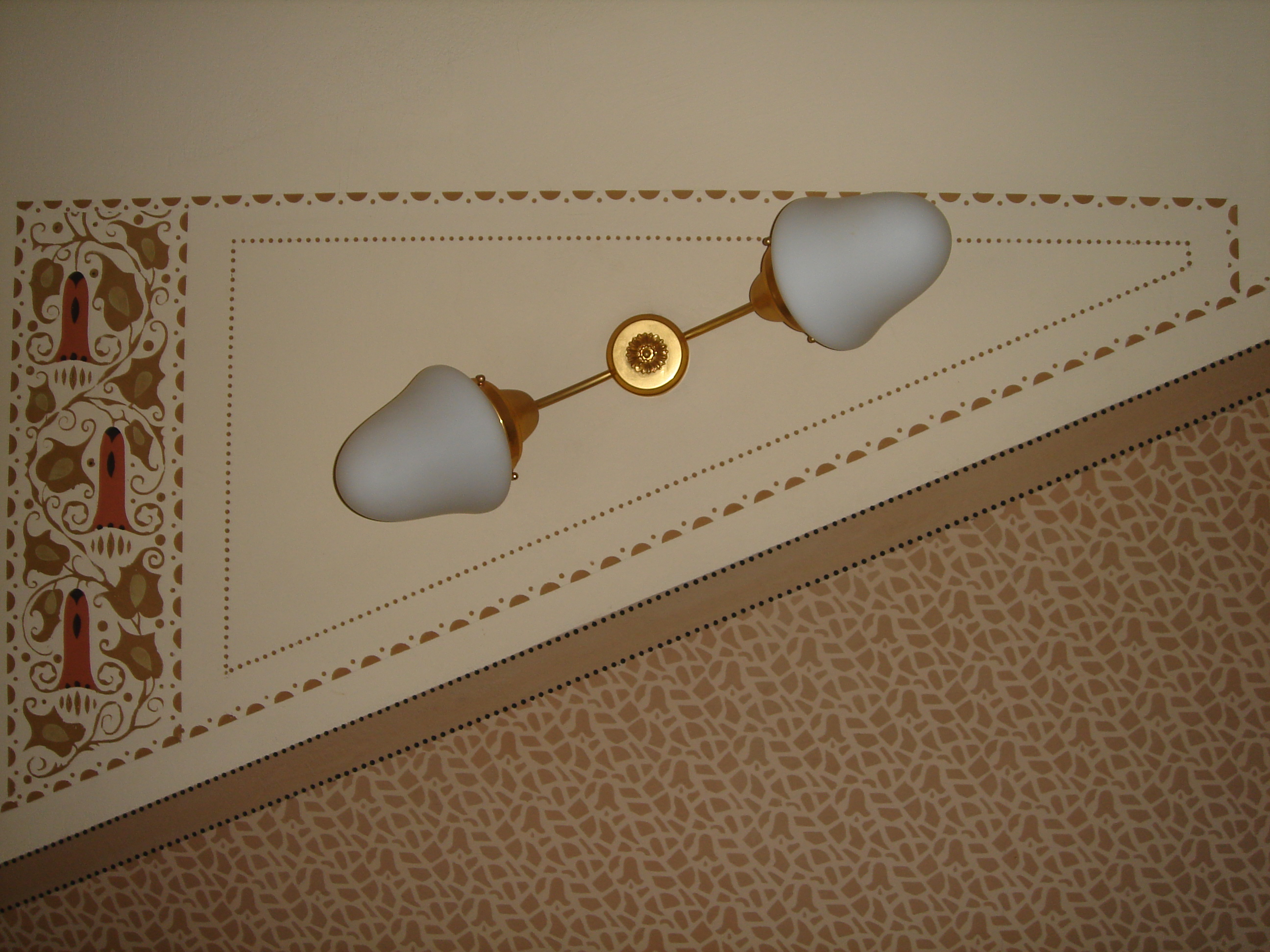
Wandlampe
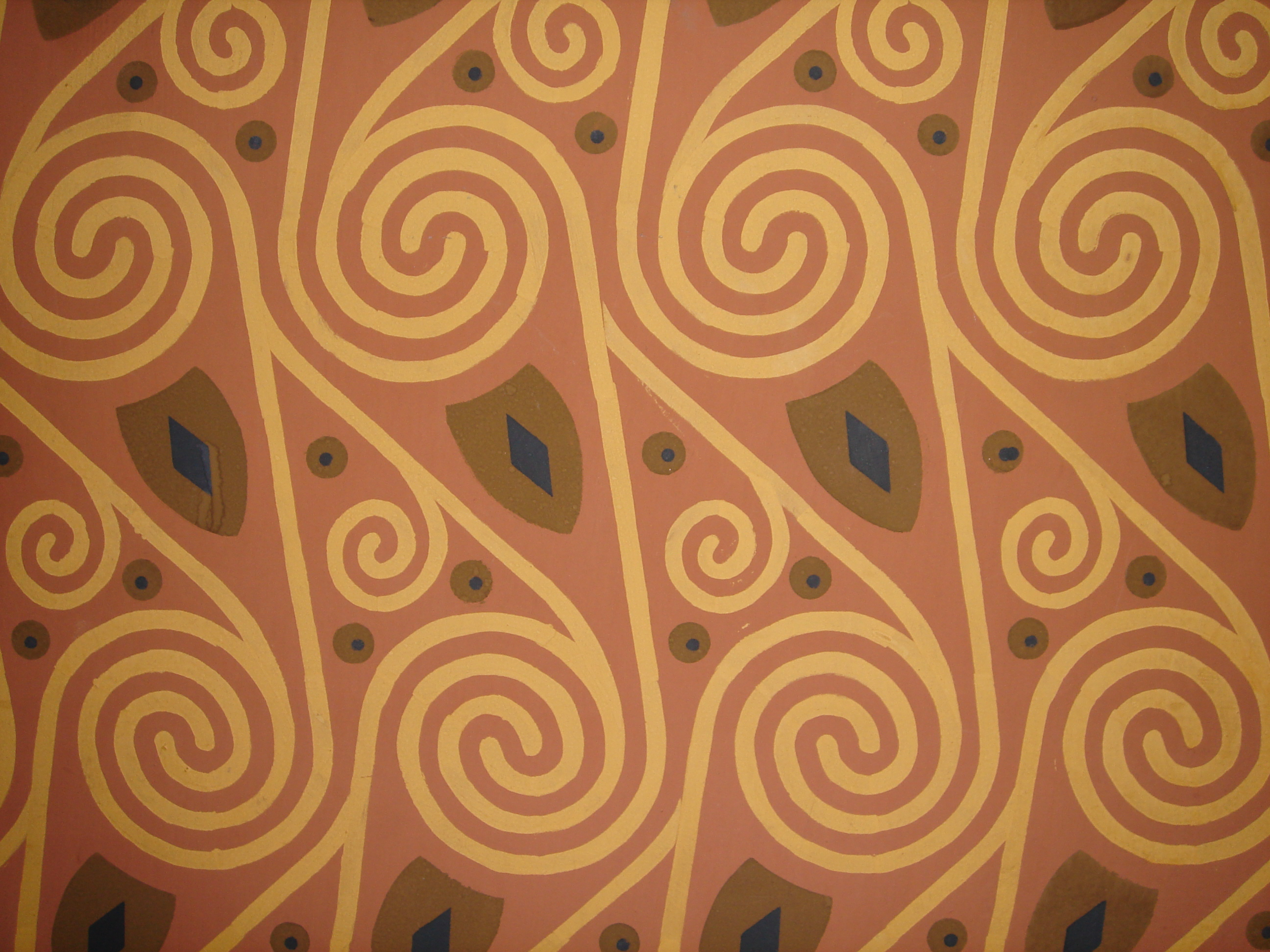
Wandornament
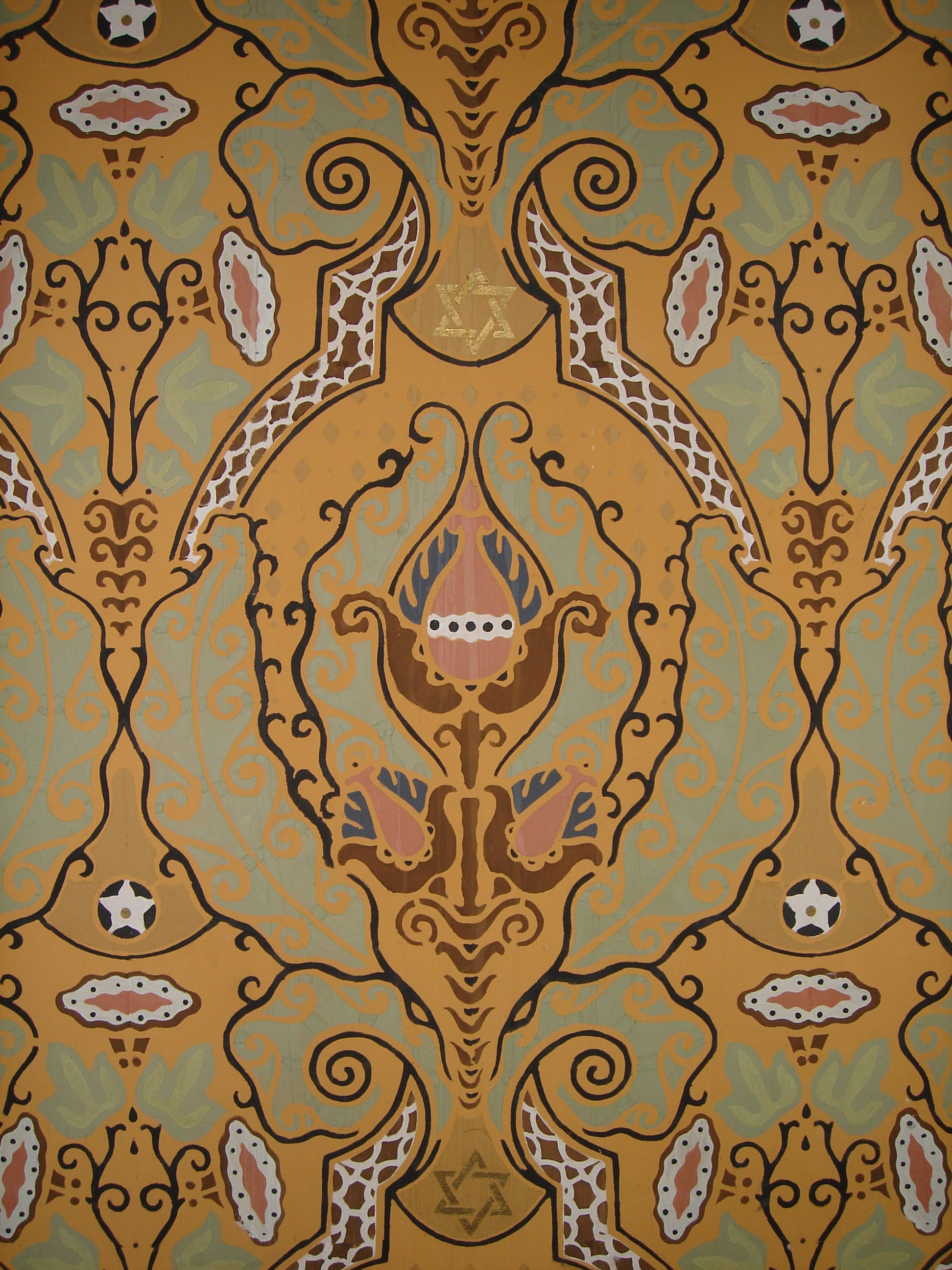
Wandornament
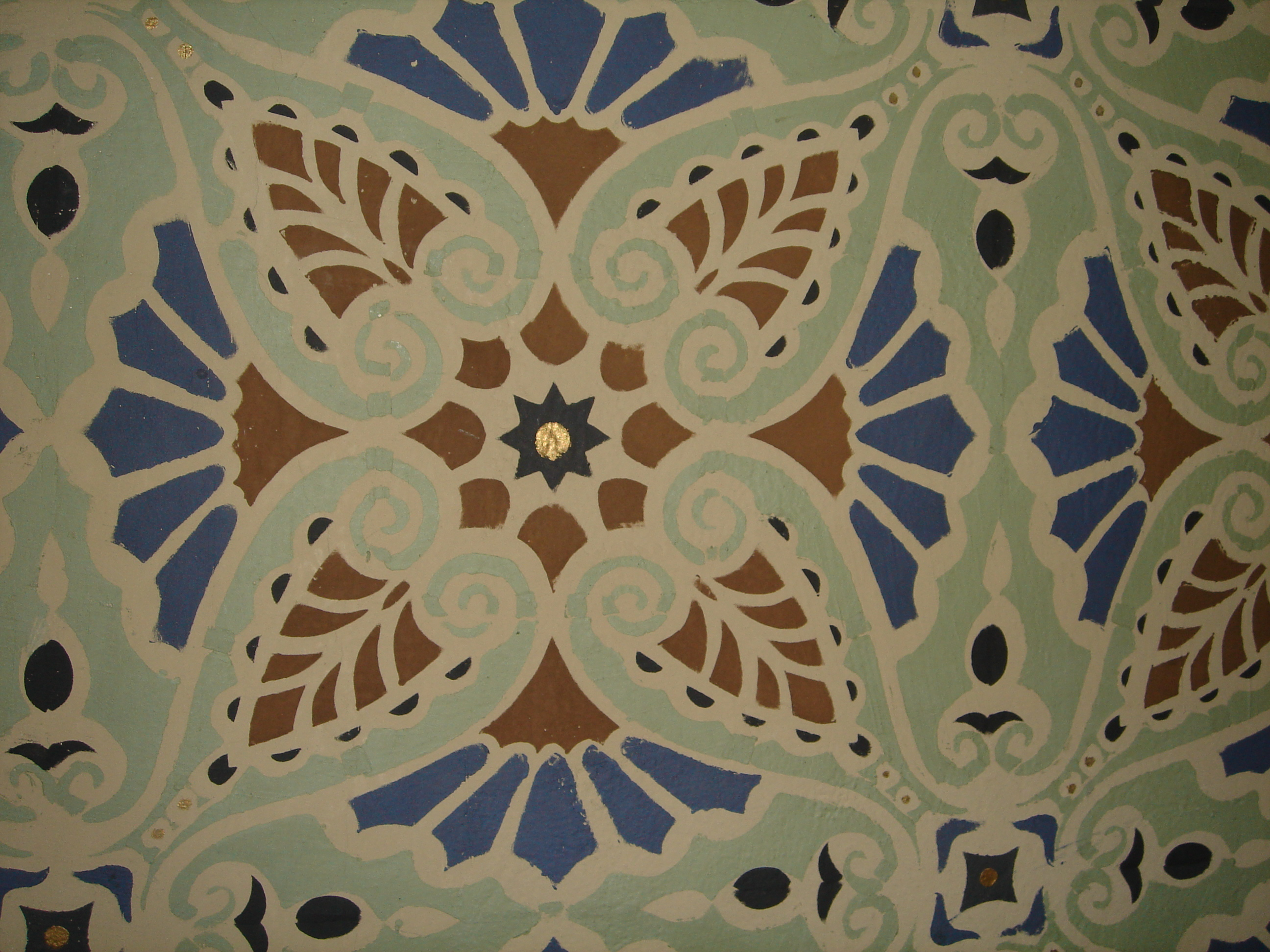
Wandornament